# Rundfunk Orchester und Chöre GmbH
Оркестры и хоры радиовещания (Rundfunk Orchester und Chöre GmbH) - непубличная компания (общество с ограниченной ответственностью), осуществляющая подготовку концертных радиопередач.

## Правопредшественники
Компания была основана в 1 января 1994 года, на базе хоров Радиостанции Свободного Берлина, сотрудники которых ранее были сотрудниками Радио ГДР. 

## Владельцы
- Немецкое радио (40% капитала компании);
- Радио Берлина и Бранденбурга (5% капитала компании);
- ФРГ (35% капитала компании)
- земля Берлин (20% капитала компании)

## Подразделения
- Оркестр Берлинского радио (Rundfunk-Sinfonieorchester Berlin)
- Немецкий симфонический оркестр Берлина (Deutsches Symphonie-Orchester Berlin)
- Хор Берлинского радио (Rundfunkchor Berlin)
- Камерный хор RIAS (RIAS Kammerchor)